# Jacob Rudolf Johann Schut
Jacob Rudolf Johann Schut (Essen, 4 maart 1903 - Amsterdam, 6 november 1957) was een tijdens de Tweede Wereldoorlog in Nederland actieve Duitse politicus en predikant.
Schut was lid van de NSB en werd  door de bezetter op 15 mei 1941 benoemd tot burgemeester van Sneek. Dit ambt vervulde hij exact vier jaar. 

## Vervolging
Op 11 oktober 1949 werd Schut door de Bijzondere Strafkamer van de Arrondissementsrechtbank Leeuwarden veroordeeld tot een gevangenis van zeven jaar. Ook werd hij uit burgerrechten, waaronder het kiesrecht, ontzet. Hij werd daarbij geschorst als predikant.
 Portaal: Fascisme en nationaalsocialisme in Nederland · Fascisme · Nationaalsocialisme